# Józef Kałuża
Józef Ignacy Kałuża (Przemyśl, 11 de febrer de 1896 - Cracòvia, 11 d'octubre de 1944) fou un futbolista polonès de les dècades de 1910 i 1920 i entrenador.
Fou un dels millors futbolistes polonesos de la dècada de 1920. La seva carrera transcorregué quasi íntegra al KS Cracovia. Fou internacional amb la selecció de Polònia un total de 16 partits en els quals marcà 7 gols. Fou entrenador de clubs com el KS Cracovia i el Legia Varsòvia, i de la selecció de Polònia.